# لئون لوول
لئون لوول (فرانسوی: Léon Level‎; ۱۲ ژوئیهٔ ۱۹۱۰ – ۲۶ مارس ۱۹۴۹) دوچرخه‌سوار اهل فرانسه بود.